# 浅見和哉
浅見 和哉（あさみ かずや、1999年6月6日 - ）は、日本の俳優。埼玉県出身。身長167cm、血液型O型。ピンナップスアーティスト所属。演劇ユニットスターチスの元メンバー。日本芸術専門学校出身。

## 出演

### ドラマ
2021
- WOWOWドラマ「文豪少年!〜ジャニーズJr.で名作を読み解いた〜」1話
- フジテレビ/東海テレビ×WOWOW「准教授・高槻彰良の推察 season1,2」レギュラー

2022
- 日本テレビ/読売テレビ「ケイ×ヤク-あぶない相棒-」
- テレビ東京「駐在刑事Season3」
- 日本テレビ「家庭教師のトラコ」第2話
- テレビ東京 月曜プレミア8「黙秘犯」 - 西岡卓也 役

2023
- フジテレビ「女神の教室〜リーガル青春白書〜」第1話
- TBS 日曜劇場「Get Ready!」第9話
- MBS ドラマ特区「犬と屑」
- フジテレビ「ばらかもん」第9話 - 加東拓也 役

2024
- CBC/BS朝日「タカラのびいどろ」 - 石川明良 役
- TBS「クジャクのダンス、誰が見た？」第9話

### 舞台
2016
- The Dreaming of the Bones

2018
- 演劇ユニットスターチス　舞台「100LIFE」
- 演劇ユニットスターチス　舞台「ハムレット」 - ハムレット 役

2019
- 演劇ユニットスターチス　舞台「誰も寝てはならぬ」

2021
- ファミリーミュージカル「ひなた号の冒険～ゆめの描いたオリーブの木～」 - 朝田先生 役

2022
- S.H.Produce Reading Stage「Brand New Day／旅立ちの約束」 - 進藤杏介 役
- ドナルカ・パッカーン 令和４年公演「オッペケペ」 - 飯塚加也太 役

2024
- ハリー・ポッターと呪いの子 - スコーピウス・マルフォイ 役（出演中）

### 映画
2022
- HIGH＆LOW THE WORST X

2023
- 東京リベンジャーズ2 血のハロウィン編 - 東京卍會壱番隊メンバー 役

### TV
2023
- NHK Eテレ「とまどい社会人のビズワード講座」 - 桐生健次 役

### CM・広告
2023
- サントリー BOSS｜ゴジラ「CP・青き日の衝撃」篇（ナレーション）